# Pedro Muñoz (calciatore)
Pedro Emiliano Muñoz Zúñiga (Las Cabras, 9 giugno 1986) è un calciatore cileno, attaccante del Santa Cruz.

## Caratteristiche tecniche
È un attaccante.